# 斯堪尼地區

斯堪尼旗幟

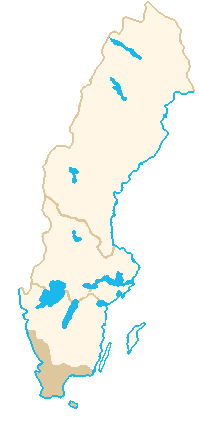
棕色地區是斯堪尼

斯堪尼地區（瑞典語：Skåneland）是位於瑞典南部約塔蘭的一個地區，大致相當於納維亞半島南端的三個瑞典舊省——斯科訥、哈蘭和布萊金厄。這一地區的人多使用斯堪尼語（瑞典語的一種方言）。斯堪尼的中心城市是馬爾默。由於地理位置接近丹麥，這裡在歷史上曾是丹麥領土，在歷史和文化上也受到丹麥的強烈影響。18世紀大北方戰爭之後，這裡成為瑞典領土。